# Sport-Gemeinschaft Union Solingen 97 1988-1989
Questa voce raccoglie le informazioni riguardanti la Sport-Gemeinschaft Union Solingen 97 nelle competizioni ufficiali della stagione 1988-1989.

## Stagione
Nella stagione 1988-1989 l'Union Solingen, allenato da Manfred Schlebusch, Karlheinz Höfer e Harry Bründermann, concluse il campionato di 2. Bundesliga al 20º posto. In Coppa di Germania l'Union Solingen fu eliminato al secondo turno dal Fortuna Colonia.

## Rosa
| N. |                     | Ruolo | Calciatore             |
| -- | ------------------- | ----- | ---------------------- |
|    | Germania (bandiera) | P     | Wolfgang Schreiner     |
|    | Germania (bandiera) | P     | Jörg Volkmar           |
|    | Germania (bandiera) | D     | Kurt Balewski          |
|    | Germania (bandiera) | D     | Bruns                  |
|    | Germania (bandiera) | D     | Mario Carla            |
|    | Germania (bandiera) | D     | Klaus-Dieter Dieckmann |
|    | Germania (bandiera) | D     | Werner Jakobs          |
|    | Germania (bandiera) | D     | Dietmar Janssen        |
|    | Germania (bandiera) | D     | Gregor Jeretin         |
|    | Germania (bandiera) | D     | Axel Linden            |
|    | Germania (bandiera) | D     | Dirk Römer             |
|    | Germania (bandiera) | D     | Uwe Ronge              |
|    | Germania (bandiera) | D     | Uwe Saß                |
|    | Germania (bandiera) | D     | Andreas Siefen         |
|    | Germania (bandiera) | D     | Peter Stichler         |
|    | Germania (bandiera) | C     | Ulrich Bittorf         |

| N. |                                 | Ruolo | Calciatore         |
| -- | ------------------------------- | ----- | ------------------ |
|    | Germania (bandiera)             | C     | Rüdiger Bruns      |
|    | Bosnia ed Erzegovina (bandiera) | C     | Radomir Dubovina   |
|    | Germania (bandiera)             | C     | Manfred Dubski     |
|    | Germania (bandiera)             | C     | Markus Falkenstein |
|    | Germania (bandiera)             | C     | Thomas Hamacher    |
|    | Germania (bandiera)             | C     | Wolfgang Homberg   |
|    | Germania (bandiera)             | C     | Dieter Kitzmann    |
|    | Germania (bandiera)             | C     | Michael Korb       |
|    | Germania (bandiera)             | C     | Wolfgang Krüger    |
|    | Germania (bandiera)             | A     | Michael Hotze      |
|    | Germania (bandiera)             | A     | Klaus Klock        |
|    | Germania (bandiera)             | A     | Frank Kremer       |
|    | Algeria (bandiera)              | A     | Sofiane Meziani    |
|    | Bulgaria (bandiera)             | A     | Michov Miskov      |
|    | Germania (bandiera)             | A     | Ralf von Diericke  |

## Organigramma societario
Area tecnica
- Allenatore: Harry Bründermann
- Allenatore in seconda:
- Preparatore dei portieri:
- Preparatori atletici:

## Calciomercato

### Sessione estiva
| Acquisti | Acquisti           | Acquisti             | Acquisti |
| R.       | Nome               | da                   | Modalità |
| -------- | ------------------ | -------------------- | -------- |
| D        | Kurt Balewski      | BV 08 Lüttringhausen |          |
| C        | Ulrich Bittorf     | RW Oberhausen        |          |
| C        | Manfred Dubski     | RW Oberhausen        |          |
| C        | Markus Falkenstein | Wattenscheid 09      |          |
| D        | Gregor Jeretin     | Göttingen            |          |
| A        | Klaus Klock        | Alemannia Aquisgrana |          |
| A        | Frank Kremer       | BV 08 Lüttringhausen |          |
| P        | Wolfgang Schreiner | VfB 06/08 Remscheid  |          |
| A        | Ralf von Diericke  | VfB 06/08 Remscheid  |          |

| Cessioni | Cessioni         | Cessioni              | Cessioni |
| R.       | Nome             | a                     | Modalità |
| -------- | ---------------- | --------------------- | -------- |
| A        | Klaus Basten     | Osnabrück             |          |
| C        | Jarosław Biernat | Eintracht Francoforte |          |
| P        | Volker Diergardt | Rot-Weiss Essen       |          |
| A        | Daniel Jurgeleit | Homburg               |          |
| C        | Peter Seufert    | Fortuna Colonia       |          |

### Sessione invernale
| Acquisti | Acquisti       | Acquisti        | Acquisti |
| R.       | Nome           | da              | Modalità |
| -------- | -------------- | --------------- | -------- |
| D        | Peter Stichler | Rot-Weiss Essen |          |

| Cessioni | Cessioni | Cessioni | Cessioni |
| R.       | Nome     | a        | Modalità |
| -------- | -------- | -------- | -------- |

## Risultati

### 2. Bundesliga

#### Girone di andata
| Arbitro: | Schmidt |

|            |           |                         |
| Kremer 75’ | Marcatori | 56’ Dietrich 70’ Täuber |

| Arbitro: | Steinborn |

|                     |           |  |
| Hupe 63’ Baffoe 87’ | Marcatori |  |

| Arbitro: | Zimmermann |

|                                                                     |           |                             |
| Gerstner 10’, 74’, 87’ Kajrys 16’ Jurgeleit 78’ Wójcicki 84’ (rig.) | Marcatori | 32’ (rig.) Römer 56’ Linden |

| Arbitro: | Heitmann |

|                 |           |  |
| Kremer 29’, 65’ | Marcatori |  |

| Arbitro: | Dellwing |

|             |           |            |
| Jałocha 75’ | Marcatori | 64’ Jakobs |

| Arbitro: | Holst |

|  |           |                                       |
|  | Marcatori | 3’ Banach 53’ Tschiskale 87’ Jankovic |

| Arbitro: | Mölm |

|                         |           |  |
| Kroninger 41’ Baier 65’ | Marcatori |  |

| Arbitro: | Berg |

|  |           |             |
|  | Marcatori | 73’ Hermann |

| Arbitro: | Lehnardt |

|            |           |            |
| Rusche 62’ | Marcatori | 57’ Kremer |

| Arbitro: | Wittke |

|  |           |                           |
|  | Marcatori | 24’ Saternus 43’ Gartmann |

| Arbitro: | Rubel |

|                                             |           |              |
| Wassmer 28’ Marquardt 82’ Müller 84’ (rig.) | Marcatori | 49’ Balewski |

| Arbitro: | Birlenbach |

|           |           |  |
| Jakobs 6’ | Marcatori |  |

| Arbitro: | Gangkofer |

|                                       |           |  |
| Delzepich 61’ Sendscheid 77’ Bunk 85’ | Marcatori |  |

| Arbitro: | Eli |

|  |           |                          |
|  | Marcatori | 28’ Christensen 33’ Rose |

| Arbitro: | Wolf |

|  |           |                 |
|  | Marcatori | 31’ Falkenstein |

| Arbitro: | Kriegelstein |

|                        |           |                      |
| Kremer 21’ Bittorf 39’ | Marcatori | 65’ Haub 88’ Schäfer |

| Arbitro: | Albrecht |

|                 |           |  |
| Kuhl 59’ (rig.) | Marcatori |  |

| Arbitro: | Bruch |

|                             |           |                               |
| Klock 6’ Korb 9’ Kremer 85’ | Marcatori | 34’ Jursch 77’ (rig.) Heskamp |

| Arbitro: | Scheuerer |

|                    |           |  |
| Geyer 24’ Hach 58’ | Marcatori |  |

#### Girone di ritorno
| Arbitro: | Brückner |

|             |           |            |
| Rombach 78’ | Marcatori | 28’ Kremer |

| Arbitro: | Broska |

|  |           |                               |
|  | Marcatori | 51’ (rig.), 90’ (rig.) Baffoe |

| Arbitro: | Mierswa |

|  |           |                            |
|  | Marcatori | 75’ Herrmann 90’ Jurgeleit |

| Arbitro: | Harder |

|                               |           |  |
| Mähn 18’ Becker 65’ Jambo 88’ | Marcatori |  |

| Arbitro: | Kruse |

|           |           |           |
| Römer 22’ | Marcatori | 53’ Sachs |

| Bochum 25 marzo 1989, ore 15:00 CET 25ª giornata | Wattenscheid 09 | 0 – 0 referto | Union Solingen | Lohrheidestadion (4 000 spett.)\| Arbitro: \| Schneider \| |
| Arbitro:                                         | Schneider       |               |                |                                                            |

| Arbitro: | Ren |

|          |           |  |
| Korb 63’ | Marcatori |  |

| Arbitro: | Holst |

|              |           |           |
| Schweizer 9’ | Marcatori | 66’ Römer |

| Arbitro: | Rubel |

|  |           |            |
|  | Marcatori | 59’ Thoben |

| Arbitro: | Brehm |

|                              |           |  |
| Schlumberger 56’ Dinauer 90’ | Marcatori |  |

| Arbitro: | Correll |

|           |           |                                           |
| Römer 73’ | Marcatori | 64’ Klinkert 76’ Luginger 78’ Anderbrügge |

| Arbitro: | Boos |

|            |           |              |
| Demandt 8’ | Marcatori | 39’ Dubovina |

| Arbitro: | Eli |

|  |           |                            |
|  | Marcatori | 71’ (rig.), 90’ Zimmermann |

| Arbitro: | Wittke |

|                                                       |           |  |
| Buchheister 3’ Rose 18’ Löchelt 74’ (rig.) Gorski 83’ | Marcatori |  |

| Arbitro: | Dardenne |

|                               |           |                             |
| Janssen 9’ Ronge 72’ Korb 77’ | Marcatori | 11’ (rig.) Röber 66’ Helmig |

| Arbitro: | Retzmann |

|                                        |           |  |
| Haub 12’ Imhof 18’ Knecht 84’ Löhr 90’ | Marcatori |  |

| Arbitro: | Rubel |

|  |           |                                       |
|  | Marcatori | 15’ Schreml 48’ Trares 52’ Eichenauer |

| Arbitro: | Merk |

|                                                  |           |  |
| Gellrich 15’, 25’ Glöde 24’, 82’ Helmer 48’, 63’ | Marcatori |  |

| Arbitro: | Osmers |

|  |           |                                                |
|  | Marcatori | 16’, 33’ Schlegel 76’ Yeboah 84’ (rig.) Wahlen |

### Coppa di Germania
| Gelsenkirchen 7 agosto 1988 Primo turno | Horst Emscher | 0 – 0 (d.t.s.) referto | Union Solingen | Fürstenbergstadion (2 000 spett.)\| Arbitro: \| Aust \| |
| Arbitro:                                | Aust          |                        |                |                                                         |

| Arbitro: | Funken |

|                                                      |           |          |
| Kremer 4’, 89’ von Diericke 21’ Korb 67’ Janssen 87’ | Marcatori | 76’ Frye |

| Arbitro: | Broska |

|                              |           |                             |
| Kremer 40’ Klock 118’ (rig.) | Marcatori | 67’ Niggemann 107’ Woodcock |

| Arbitro: | Werner |

|                                              |           |                 |
| Niggemann 13’, 89’ Baffoe 53’ Fuchs 71’, 79’ | Marcatori | 60’, 70’ Kremer |

## Statistiche

### Statistiche di squadra
| Competizione      | Punti | In casa | In casa | In casa | In casa | In casa | In casa | In trasferta | In trasferta | In trasferta | In trasferta | In trasferta | In trasferta | Totale | Totale | Totale | Totale | Totale | Totale | DR  |
| Competizione      | Punti | G       | V       | N       | P       | Gf      | Gs      | G            | V            | N            | P            | Gf           | Gs           | G      | V      | N      | P      | Gf     | Gs     | DR  |
| ----------------- | ----- | ------- | ------- | ------- | ------- | ------- | ------- | ------------ | ------------ | ------------ | ------------ | ------------ | ------------ | ------ | ------ | ------ | ------ | ------ | ------ | --- |
| 2. Bundesliga     | 20    | 19      | 5       | 2       | 12      | 15      | 34      | 19           | 1            | 6            | 12           | 9            | 43           | 38     | 6      | 8      | 24     | 24     | 77     | -53 |
| Coppa di Germania | -     | 2       | 1       | 1       | 0       | 7       | 3       | 2            | 0            | 1            | 1            | 2            | 5            | 4      | 1      | 2      | 1      | 9      | 8      | +1  |
| Totale            | 20    | 21      | 6       | 3       | 12      | 22      | 37      | 21           | 1            | 7            | 13           | 11           | 48           | 42     | 7      | 10     | 25     | 33     | 85     | -52 |

### Andamento in campionato
| Giornata  | 1  | 2  | 3  | 4  | 5  | 6  | 7  | 8  | 9  | 10 | 11 | 12 | 13 | 14 | 15 | 16 | 17 | 18 | 19 | 20 | 21 | 22 | 23 | 24 | 25 | 26 | 27 | 28 | 29 | 30 | 31 | 32 | 33 | 34 | 35 | 36 | 37 | 38 |
| --------- | -- | -- | -- | -- | -- | -- | -- | -- | -- | -- | -- | -- | -- | -- | -- | -- | -- | -- | -- | -- | -- | -- | -- | -- | -- | -- | -- | -- | -- | -- | -- | -- | -- | -- | -- | -- | -- | -- |
| Luogo     | C  | T  | T  | C  | T  | C  | T  | C  | T  | C  | T  | C  | T  | C  | T  | C  | T  | C  | T  | T  | C  | C  | T  | C  | T  | C  | T  | C  | T  | C  | T  | C  | T  | C  | T  | C  | T  | C  |
| Risultato | P  | P  | P  | V  | N  | P  | P  | P  | N  | P  | P  | V  | P  | P  | V  | N  | P  | V  | P  | N  | P  | P  | P  | N  | N  | V  | N  | P  | P  | P  | N  | P  | P  | V  | P  | P  | P  | P  |
| Posizione | 15 | 19 | 20 | 19 | 19 | 20 | 20 | 20 | 20 | 20 | 20 | 20 | 20 | 20 | 20 | 20 | 20 | 20 | 20 | 20 | 20 | 20 | 20 | 20 | 20 | 20 | 20 | 20 | 20 | 20 | 20 | 20 | 20 | 20 | 20 | 20 | 20 | 20 |

Legenda:

Luogo: C = Casa; T = Trasferta. Risultato: V = Vittoria; N = Pareggio; P = Sconfitta.

### Statistiche dei giocatori
!! colspan="4" | Totale

| Giocatore       | 2. Bundesliga | 2. Bundesliga | 2. Bundesliga | 2. Bundesliga | Coppa di Germania K. Balewski | Coppa di Germania K. Balewski | Coppa di Germania K. Balewski | Coppa di Germania K. Balewski | 22       | 1    | 6           | 0          | 4 | 0 | 1 | 0 | 26 | 1 | 7 | 0 |
| Giocatore       | Presenze      | Reti          | Ammonizioni   | Espulsioni    | Presenze                      | Reti                          | Ammonizioni                   | Espulsioni                    | Presenze | Reti | Ammonizioni | Espulsioni |   |   |   |   |    |   |   |   |
| U. Bittorf      | 26            | 1             | 7             | 0             | 2                             | 0                             | 0                             | 0                             | 28       | 1    | 7           | 0          |   |   |   |   |    |   |   |   |
| B. Bruns        | 0             | 0             | 0             | 0             | 0                             | 0                             | 0                             | 0                             | 0        | 0    | 0           | 0          |   |   |   |   |    |   |   |   |
| R. Bruns        | 4             | 0             | 0             | 0             | 0                             | 0                             | 0                             | 0                             | 4        | 0    | 0           | 0          |   |   |   |   |    |   |   |   |
| M. Carla        | 2             | 0             | 1             | 0             | 0                             | 0                             | 0                             | 0                             | 2        | 0    | 1           | 0          |   |   |   |   |    |   |   |   |
| K. Dieckmann    | 21            | 0             | 2             | 1             | 4                             | 0                             | 1                             | 0                             | 25       | 0    | 3           | 1          |   |   |   |   |    |   |   |   |
| R. Dubovina     | 20            | 1             | 7             | 0             | 2                             | 0                             | 0                             | 0                             | 22       | 1    | 7           | 0          |   |   |   |   |    |   |   |   |
| M. Dubski       | 18            | 0             | 5             | 0             | 1                             | 0                             | 0                             | 0                             | 19       | 0    | 5           | 0          |   |   |   |   |    |   |   |   |
| M. Falkenstein  | 22            | 1             | 3             | 0             | 2                             | 0                             | 0                             | 0                             | 24       | 1    | 3           | 0          |   |   |   |   |    |   |   |   |
| T. Hamacher     | 1             | 0             | 0             | 0             | 0                             | 0                             | 0                             | 0                             | 1        | 0    | 0           | 0          |   |   |   |   |    |   |   |   |
| W. Homberg      | 24            | 0             | 2             | 1             | 4                             | 0                             | 0                             | 0                             | 28       | 0    | 2           | 1          |   |   |   |   |    |   |   |   |
| M. Hotze        | 1             | 0             | 0             | 0             | 0                             | 0                             | 0                             | 0                             | 1        | 0    | 0           | 0          |   |   |   |   |    |   |   |   |
| W. Jakobs       | 23            | 2             | 8             | 1             | 0                             | 0                             | 0                             | 0                             | 23       | 2    | 8           | 1          |   |   |   |   |    |   |   |   |
| D. Janssen      | 33            | 1             | 3             | 0             | 4                             | 1                             | 0                             | 0                             | 37       | 2    | 3           | 0          |   |   |   |   |    |   |   |   |
| G. Jeretin      | 17            | 0             | 3             | 0             | 2                             | 0                             | 0                             | 0                             | 19       | 0    | 3           | 0          |   |   |   |   |    |   |   |   |
| D. Kitzmann     | 7             | 0             | 0             | 0             | 0                             | 0                             | 0                             | 0                             | 7        | 0    | 0           | 0          |   |   |   |   |    |   |   |   |
| K. Klock        | 28            | 1             | 1             | 0             | 3                             | 1                             | 0                             | 0                             | 31       | 2    | 1           | 0          |   |   |   |   |    |   |   |   |
| M. Korb         | 34            | 3             | 6             | 0             | 4                             | 1                             | 0                             | 0                             | 38       | 4    | 6           | 0          |   |   |   |   |    |   |   |   |
| F. Kremer       | 23            | 7             | 2             | 1             | 4                             | 5                             | 0                             | 0                             | 27       | 12   | 2           | 1          |   |   |   |   |    |   |   |   |
| W. Krüger       | 0             | 0             | 0             | 0             | 0                             | 0                             | 0                             | 0                             | 0        | 0    | 0           | 0          |   |   |   |   |    |   |   |   |
| A. Linden       | 23            | 1             | 4             | 0             | 2                             | 0                             | 0                             | 0                             | 25       | 1    | 4           | 0          |   |   |   |   |    |   |   |   |
| S. Meziani      | 10            | 0             | 0             | 0             | 0                             | 0                             | 0                             | 0                             | 10       | 0    | 0           | 0          |   |   |   |   |    |   |   |   |
| M. Miskov       | 3             | 0             | 0             | 0             | 0                             | 0                             | 0                             | 0                             | 3        | 0    | 0           | 0          |   |   |   |   |    |   |   |   |
| U. Ronge        | 22            | 1             | 2             | 0             | 2                             | 0                             | 0                             | 0                             | 24       | 1    | 2           | 0          |   |   |   |   |    |   |   |   |
| D. Römer        | 32            | 4             | 9             | 0             | 4                             | 0                             | 0                             | 0                             | 36       | 4    | 9           | 0          |   |   |   |   |    |   |   |   |
| U. Saß          | 3             | 0             | 0             | 0             | 0                             | 0                             | 0                             | 0                             | 3        | 0    | 0           | 0          |   |   |   |   |    |   |   |   |
| W. Schreiner    | 38            | 0             | 0             | 0             | 4                             | 0                             | 0                             | 0                             | 42       | 0    | 0           | 0          |   |   |   |   |    |   |   |   |
| A. Siefen       | 2             | 0             | 0             | 0             | 0                             | 0                             | 0                             | 0                             | 2        | 0    | 0           | 0          |   |   |   |   |    |   |   |   |
| P. Stichler     | 0             | 0             | 0             | 0             | 0                             | 0                             | 0                             | 0                             | 0        | 0    | 0           | 0          |   |   |   |   |    |   |   |   |
| J. Volkmar      | 3             | 0             | 0             | 0             | 0                             | 0                             | 0                             | 0                             | 3        | 0    | 0           | 0          |   |   |   |   |    |   |   |   |
| R. von Diericke | 27            | 0             | 2             | 1             | 4                             | 1                             | 0                             | 0                             | 31       | 1    | 2           | 1          |   |   |   |   |    |   |   |   |